# Печеншка тундра
Печеншка тундра (рус. Печенгские тундры; фин. Petsamontunturit) планинско је подручје у северозападном делу Мурманске области, на подручју Печеншког рејона, на крајњем северозападу Русије. Налази се између градова Никеља на западу и Запољарног на истоку.
Највиша тачка је врх Куорпукас који лежи на надморској висини од 631 метра (по неким изворима врх лежи на 637 метара). Ове моренске планине деле Печеншки рејон на две климатске зоне, на северу је зона влажне арктичке климе, док је јужније подручје оштре континенталне климе. Планине су обрасле нешто ређим брезовим шумама које се простиру до висина од 200−300 метара, а највиши врхови су голети без вегетације.
на овом подручју налази се неколико значајних рудника бакра и никла.